# Hemigrammus ocellifer
Hemigrammus ocellifer es una especie de pez de la familia Characidae en el orden de los Characiformes.

## Morfología
Los machos pueden llegar alcanzar los 4,4 cm de longitud total y son, generalmente, mucho más pequeños y esbeltos que las hembras.

## Reproducción
Es una especie muy prolífica y se reproduce fácilmente en cautiverio.

## Alimentación
Come gusanos, insectos pequeños, Crustaceos y  plantas.

## Hábitat
Vive en zonas de clima tropical entre 22 °C y 26 °C de temperatura.

## Distribución geográfica
Se encuentran en Sudamérica: cuenca del río Amazonas en Venezuela, Brasil y el Perú, y ríos de  Guayana, Surinam y la Guayana Francesa.